# Nathan Cobb
Nathan Augustus Cobb (30 de juny de 1859, Spencer, Massachusetts – 4 de juny de 1932, Baltimore, Maryland) és conegut com el "pare de la nematologia als Estats Units".
Ell va proporcionar els fonaments per a la taxonomia dels nematodes i va descriure més de 1000 espècies diferents de nematodes.

## Obres
A aquesta llista s'hi pot accedir a través de la Biodiversity Heritage Library. Aquesta llista és incompleta.
- "A Nematode formula." (1890) Sydney : C. Potter
- "Nematodes, mostly Australian and Fijian." (1893) Sydney : F. Cunninghame & Co., printers
- "The sheep-fluke." (1897) Sydney : W. A. Gullick, gov't. printer
- "Letters on the diseases of plants." (1897) Sydney : W. A. Gullick, gov't. printer
- "Seed wheat: an investigation and discussion of the relative value as seed of large plump and small shrivelled grains." (1903) Sydney : W. A. Gullick, gov't. printer
- "Letters on the diseases of plants. Second series." (1904) Sydney : W. A. Gullick, gov't. printer
- "Methods of using the microscope, camera-lucida and solar projector for purposes of examination and the production of illustrations." (1905) Honolulu : Hawaiian Sugar Planters' Association
- "Contributions to a science of nematology." (1914–35) Baltimore : Williams & Wilkins Co.